# آرشي راديبي
آرشي راديبي (بالإنجليزية: Archie Radebe)‏ (1959 بجنوب أفريقيا - 7 يناير 2015) هو مدرب كرة قدم ولاعب كرة قدم جنوب أفريقي في مركز الوسط. لعب مع موروكا سوالوز ونادي أمازولو.

## وصلات خارجية
- آرشي راديبي على موقع قاعدة بيانات كرة القدم.إي يو (الإنجليزية)